# Place de la Bourse
La place de la Bourse (en español, 'plaza de la Bolsa') es una plaza situada en la ciudad de Burdeos, Francia. Fue construida bajo la administración de Claude Boucher según el diseño del arquitecto real Ange-Jacques Gabriel, entre 1730 y 1775.

## Historia
La place de la Bourse fue la primera brecha que se abrió en las murallas medievales y estaba destinada a servir de suntuoso marco a la estatua ecuestre del rey Luis XV de Francia, destruida en la Revolución Francesa. Inaugurada en 1749, es un símbolo de la prosperidad de la ciudad. Llamada posteriormente place Royale, place de la Liberté durante la Revolución francesa, place Impériale bajo Napoleón y después place Royale de nuevo durante la Restauración. En 1848, tras la caída de Luis Felipe I, se convierte en la place de la Bourse.
El intendente Boucher quiso abrir la ciudad hacia el río Garona. Quería modernizar Burdeos y ofrecer un rostro de la ciudad más acogedor al extranjero que viniera por la orilla derecha del Garona. Se suprimió una parte de las murallas que rodeaban Burdeos y se construyó una place Royale. En su centro se situó una estatua ecuestre del rey Luis XV.
Durante la Revolución francesa, la estatua fue sustituida por un árbol de la libertad. Recibió el nombre de place Impériale con ocasión de la llegada de Napoleón. 
En 1828, bajo la Restauración, la ciudad erigió una modesta fuente, en forma de columna de mármol rosa coronada por un capitel blanco y un globo terrestre, donde se situaba la estatua ecuestre destruida en la Revolución. En 1869, fue remplazada por la actual Fontaine des Trois Grâces, que representa Aglaya, Eufrósine y Talia, las hijas de Zeus, diseñada por Louis Visconti y realizada por Charles Gumery y Amédée Jouandot. Desde 2009, durante los meses de octubre de cada año, una campaña de sensibilización sobre la detección del cáncer de mama utiliza a las Tres Gracias de la Place de la Bourse, envolviéndolas de rosa y coloreando el agua de rosa.

## Arquitectura

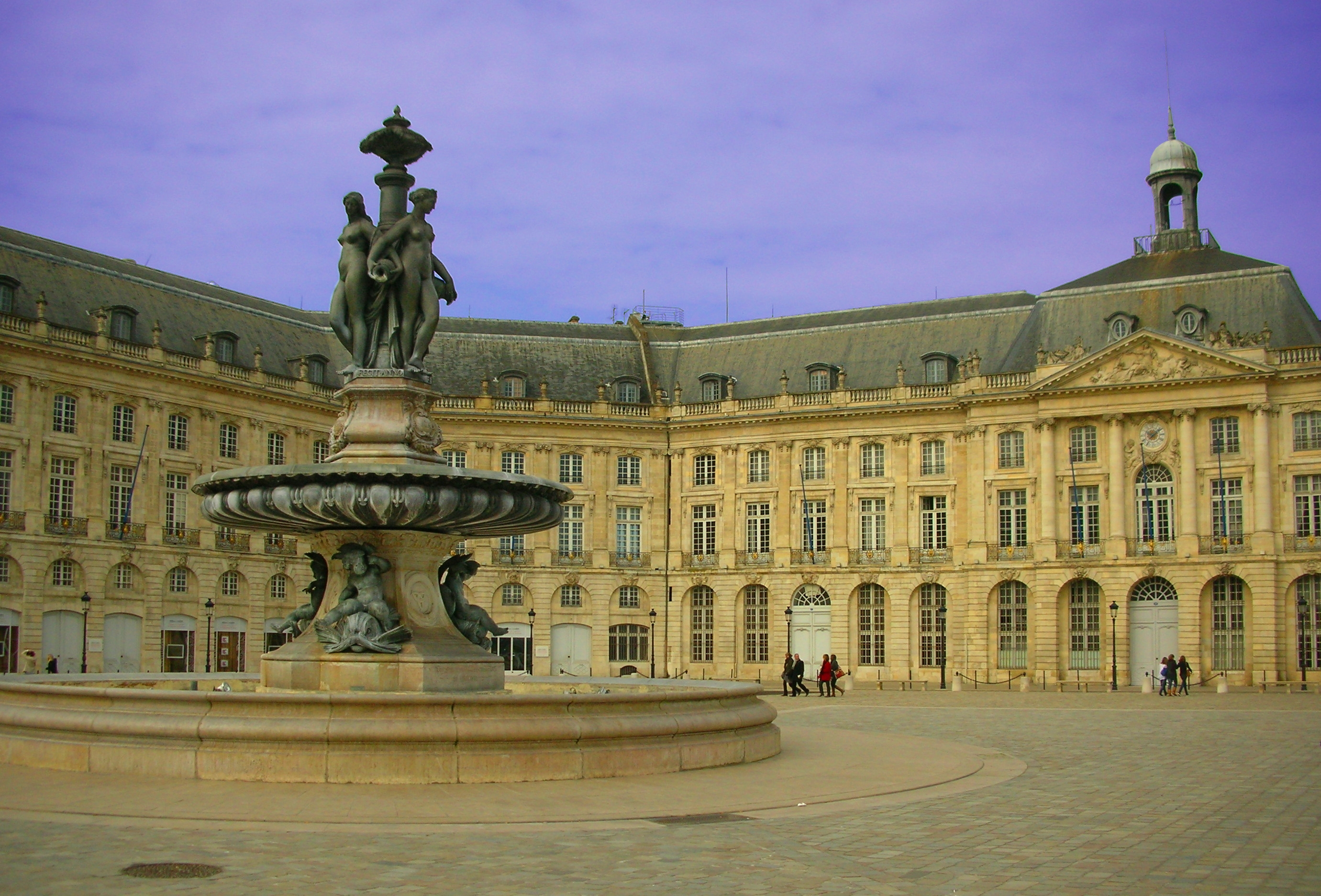
La Fontaine des Trois Grâces.

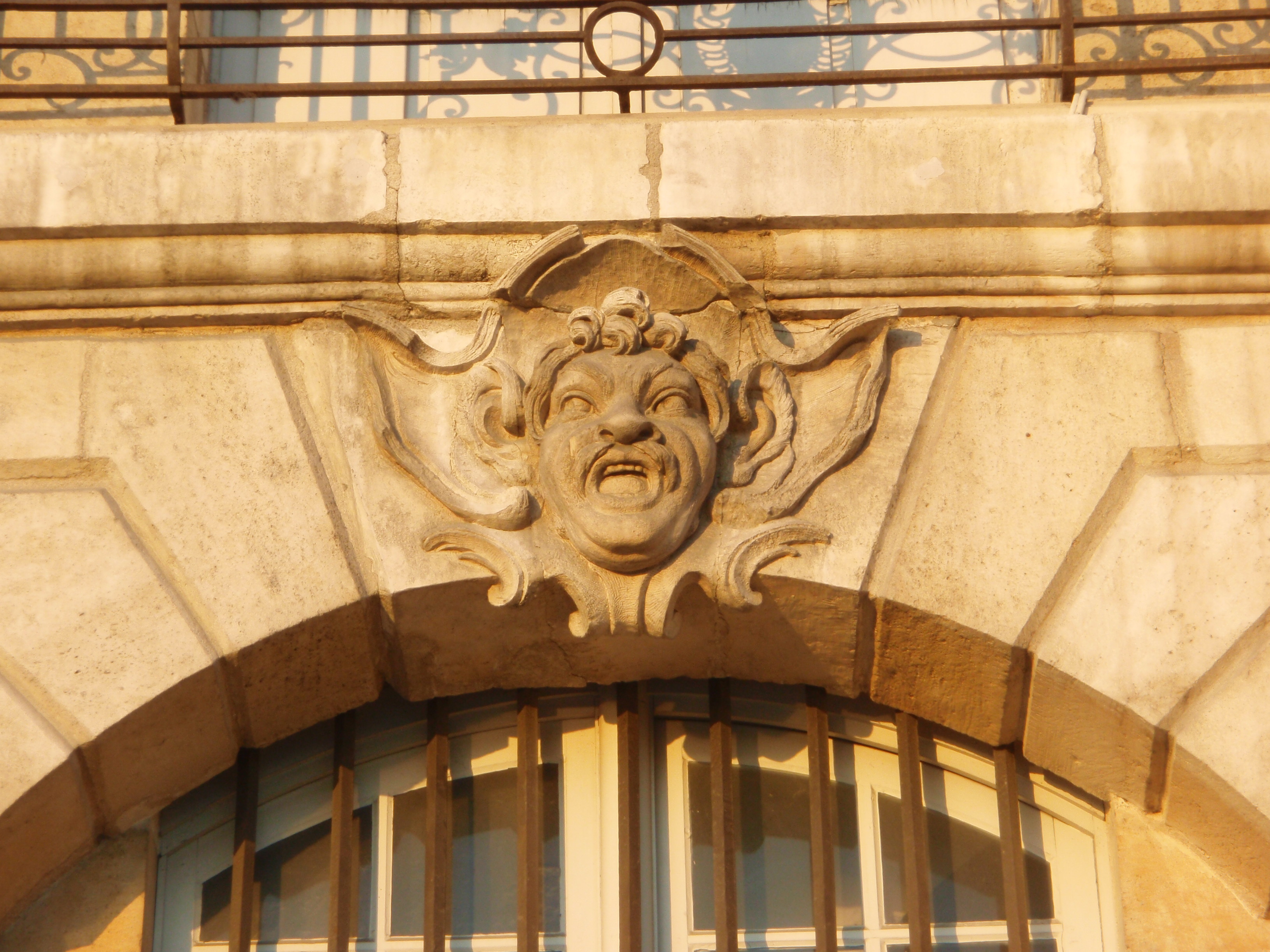
Un mascarón en la plaza.

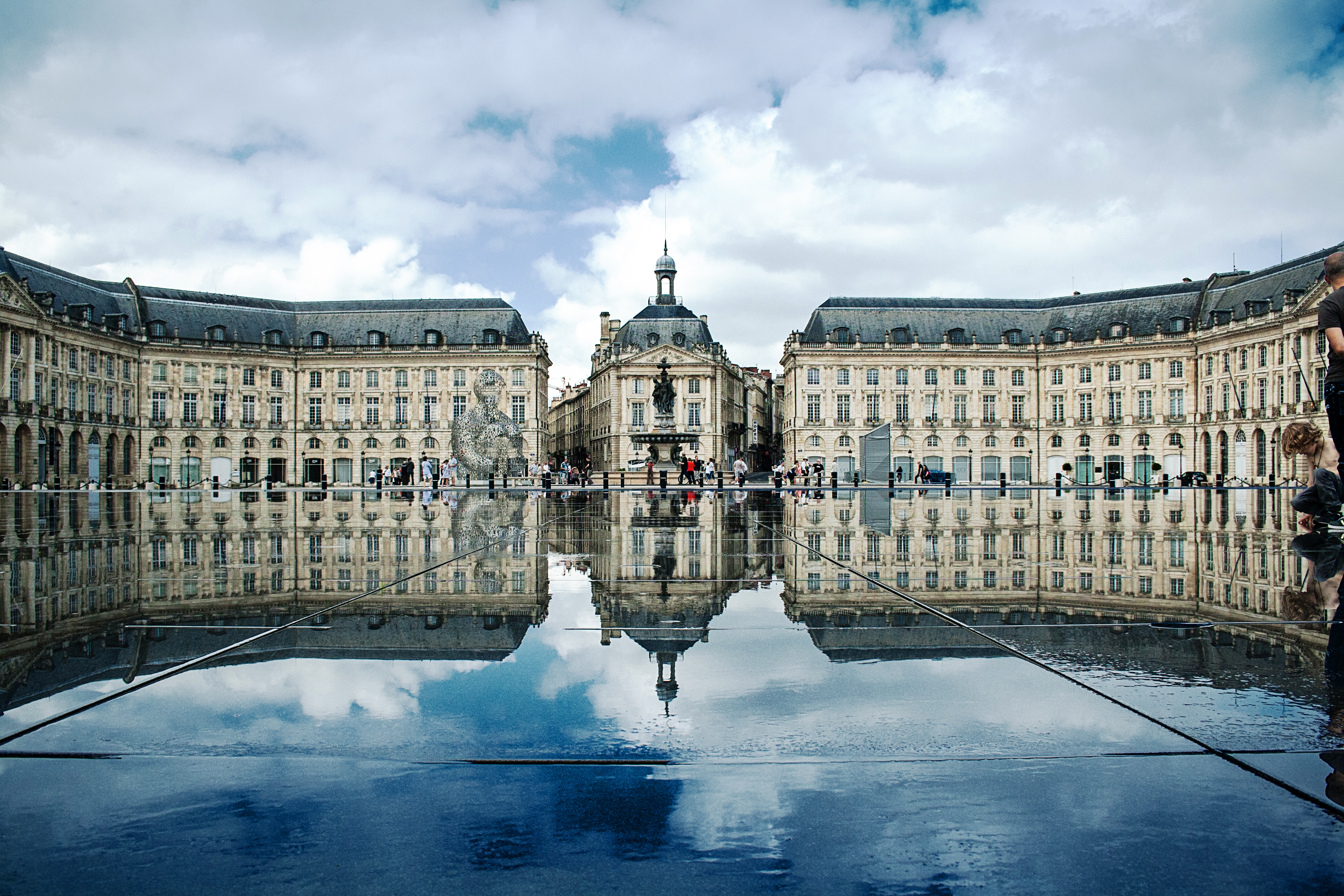
La Place de la Bourse.

Esta plaza es una de las obras más representativas de la arquitectura clásica francesa del siglo XVIII.
Al norte se situaba el palais de la Bourse (actual Cámara de Comercio e Industria de Burdeos) y al sur el hôtel des Fermes (actual Dirección Interregional de las aduanas y Derechos Indirectos que alberga el Museo Nacional de las Aduanas). Este último fue construido por Ange-Jacques Gabriel entre 1735 y 1738, junto con esculturas que representan a Minerva protegiendo las artes y a Mercurio favoreciendo el comercio de la ciudad.
Los frontones de los otros edificios y los mascarones fueron esculpidos por Jacques Verbeckt, Vernet y Prome. Estos frontones representan la grandeza de los príncipes, Neptuno abriendo el comercio, la unión Garona-Dordoña y el Tiempo descubriendo la Verdad.
Las inspiraciones de los mascarones son múltiples: a los tradicionales Neptuno y Baco se añaden animales fantásticos, figuras femeninas, máscaras del carnaval, ángeles… Pero los mascarones de la place de la Bourse reflejan también la historia de Burdeos con, por ejemplo, rostros de mujeres africanas en referencia a la trata de negros que enriqueció la ciudad con el comercio triangular.
La esfera del reloj es de Hustin, un artesano de la ciudad y el interior contiene cuadros y tapices de Gobelins.

## Edificios y monumentos
- Número 1: Museo Nacional de las Aduanas. Inaugurado en 1984, expone la historia de la administración de las aduanas (la de Burdeos es una de las más antiguas de Francia), desde la época moderna hasta nuestros días, y a través de ella una parte de la historia de Francia.[3]
- Número 17: Cámara de Comercio e Industria de Burdeos

El Miroir d'eau está situado frente a la Place de la Bourse, y es el más grande del mundo, con una superficie de 3450 m².
La Línea C del Tranvía de Burdeos tiene una parada en medio de esta plaza. La estación tiene la particularidad de que no tiene mobiliario urbano, con el objetivo de preservar la perspectiva.